# レッサースレーブ川
レッサースレーブ川 (レッサースレーブがわ、Lesser Slave River) は北アメリカ大陸の北西部、カナダのアルバータ州の中部を流れる河川。なお、この川はアサバスカ川の主な支流の1つである。

## 概要
レッサースレーブ川は、レッサースレーブ湖から流れ出している川である。レッサースレーブ湖の東端部（南東岸）にはスレーブレイクの町が存在しているが、ちょうどこの町のそばからレッサースレーブ川は流れ出している。なお、このレッサースレーブ湖から流れ出している付近での平均流量は、毎秒約20m3である

。
そして、ここから概ね東の方向に流れ、約61km先でアサバスカ川に合流している。なお、このアサバスカ川との合流点付近には、スミス村が存在している。ちなみに、レッサースレーブ湖よりもさらに上流側はレッサースレーブ川とは言わないものの、レッサースレーブ川の水系で考えると、その源流は南ハート川（South Heart River）であり、そこからアサバスカ川との合流点までは、280kmを超えている。

## 流路変更
レッサースレーブ川は、20世紀に入るまではピース川の支流とつながっていた。しかし、北部アルバータ鉄道（Northern Alberta Railway）が、この地域に鉄道を建設した際に流路を変更した。
。